# Yokohama Flügels
Yokohama Flügels (横浜フリューゲルス, Yokohama Furyūgerusu) foi um clube de futebol japonês fundado em 1964 que atuou na Liga Japonesa e posteriormente na J.League. Durante boa parte de sua existência, a equipe esteve vinculada à companhia aérea All Nippon Airways (ANA) e mais tarde pela construtora Sato Kogyo. Em 1 de fevereiro de 1999, o clube foi oficialmente absorvido pelo arqui-rival Yokohama Marinos e com isto, passou a se chamar Yokohama F. Marinos. Inconformados, os torcedores do Flügels recusaram-se a apoiar uma aliança com seu maior rival e decidiram criar em protesto o Yokohama FC, considerado como a "reencarnação" do Flügels.

## Títulos

### Continentais
- Supercopa Asiática: 1995
- Recopa Asiática: 1994–95

### Nacionais
- Copa do Imperador: 1993 e 1998
- 2ª Divisão da Liga Japonesa: 1987–88

### Regionais
- Liga Regional de Kanto: 1983